# Monika Jagaciak
Monika Jagaciak Jankic ou Jac est un mannequin polonais née le 15 janvier 1994 à Poznań, voïvodie de Grande-Pologne en Pologne.

## Biographie

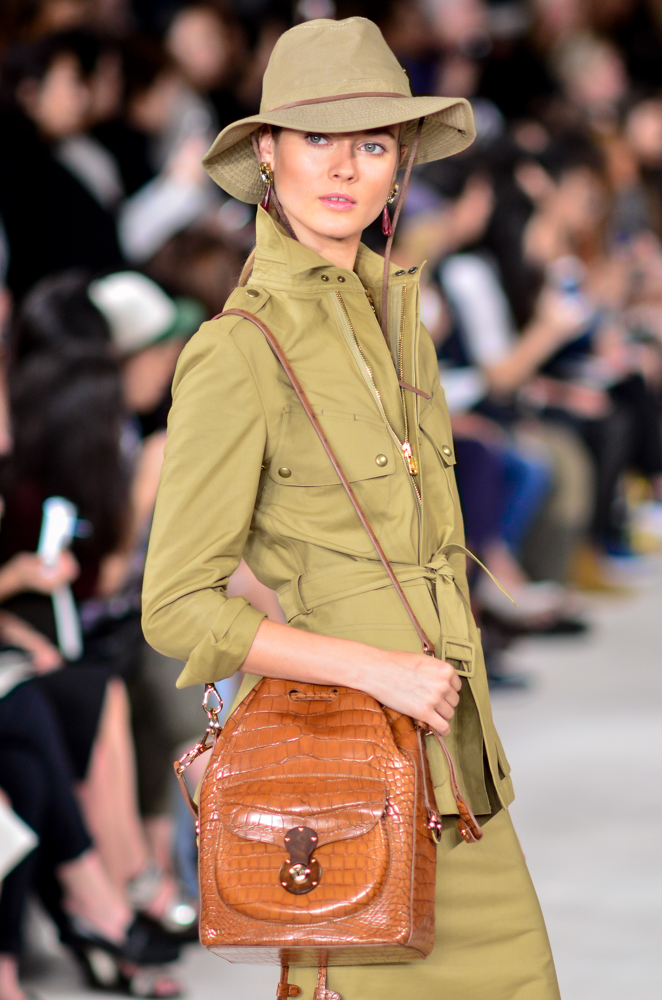
Monika Jagaciak défilant pour Ralph Lauren.

Dès l'âge de treize ans, Monika Jagaciak tente sa chance en se présentant à un casting organisé dans un centre commercial. Sa taille et son visage lui permettent d'être repérée et engagée par l'agence de mannequins IMG. 
Avec la permission de ses parents, elle se lance dans le mannequinat et obtient des séances photos pour des magazines tels que Jalouse ou Elle et devient dès la saison Automne/Hiver 2007 le visage publicitaire de la maison Hermès avec le mannequin Daria Werbowy dans une campagne publicitaire photographiée par Peter Lindbergh,.
Alors qu'elle souhaite défiler en Australie, son âge (quatorze ans, à l'époque) suscite une polémique qui l'oblige à rester éloignée des podiums durant un certain temps. Elle considère que son âge n'aurait pas dû lui causer autant de problèmes et déclare dans le Daily Telegraph « C'est stupide, je sens que je suis assez mature. » Sa carrière reprend son cours normal en 2009, lorsqu'elle défile à la fashion week de New York en février où elle ouvre et ferme le défilé de Calvin Klein dont elle est l'égérie, ce qui la propulse comme la it girl[réf. nécessaire] de la saison, malgré une chute. Elle ferme aussi les défilés Marc by Marc Jacobs et Marni et défile pour Prada, Jil Sander, Gucci et Versace.
De 2013 à 2015, elle défile pour Victoria's Secret. Elle joue aussi dans le clip "Barn" du groupe de rap Islandais, Úlfur Úlfur.

### Vie privée
Monika Jagaciak est la sœur cadette de l'athlète Anna Jagaciak.
En 2017, elle se marie à Branislav Jankic. Ensemble, ils ont une fille prénommée Mila née en août 2019.

## Ses couvertures et campagnes publicitaires

### Ses couvertures et éditoriaux
Parmi ses nombreuses couvertures, on notera les plus prestigieuses :
- Vogue Nippon (Japon) (Éditorial) Septembre 2010 The now guidelines
- Vogue Paris (Éditorial) Août 2010 L'hiver avant l'hiver
- Vogue Paris (Éditorial) Mai 2010 All about white
- Vogue Paris (Éditorial) Avril 2010 Les sœurs Jac & Lily
- Vogue Italia (Éditorial) Janvier 2010 Runway
- Vogue Italia (Éditorial) Octobre 2009 Too shy, shy... hush, hush
- Vogue Italia (Éditorial) Septembre 2009 The now guidelines
- Vogue Paris (Éditorial) Juin 2009 Épaules en rondeur

### Ses campagnes publicitaires
- Cruise 2012 : Vidéo signée Ellen von Unwerth représentant la collection Cruise 2012 de la maison Christian Dior tournée à Portofino[9]
- Automne/Hiver 2010 : Valentino, Alberta Ferretti, Marc Jacobs
- Printemps/Été 2010 : Calvin Klein, Chanel beauty, Valentino, Philoshy, Marc Jacobs
- Automne/Hiver 2009 : Calvin Klein
- 2016 : Nina Ricci